# Paul Henderson (friidrottare)
Paul Henderson, född 13 mars 1971, är en australisk friidrottare. Han deltog vid olympiska sommarspelen 1996.